# Youdan Cup

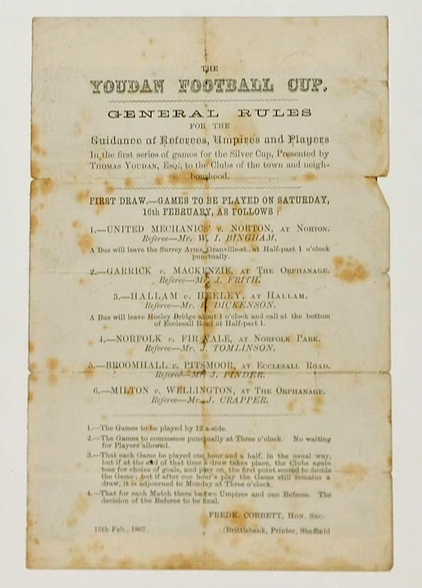
Prospectus ou programme pour la Youdan Football Cup, Sheffield, Angleterre

La Youdan Cup fut la toute première compétition de football de l'histoire. Elle fut mise en place en 1867 à Sheffield, en Angleterre, par le propriétaire d'un théâtre de la ville, Thomas Youdan.
Cette compétition débuta le 16 février 1867 et s'acheva par une finale le 5 mars 1867 sur la victoire d'Hallam. Douze clubs de Sheffield et de sa région avaient pris part à cette épreuve : Mechanics, Garrick, Hallam, Norfolk, Broomhall, Milton, Norton, Mackenzie, Heeley, Fir Vale, Pitsmoor et Wellington. 